# История на Израел
Държавата Израел (на иврит: מדינת ישראל, Medinat Yisrael) е основана на 14 май 1948 г. след близо две хиляди години еврейска диаспора и след 55 години усилия за създаване на еврейско отечество (ционизъм). Повече от 70 години след добиването на независимостта на израелската държава, историята ѝ е белязана от конфликти със съседните арабски държави и палестинците, редица мирни преговори, както и постигане на траен мир с Египет и Йордания. Израелската демокрация оцелява в тази трудна обстановка и страната се развива, въпреки войната, етно-религиозните конфликти, бойкотите, масовата имиграция и терористичните атаки. От създаването на израелската държава процентът на евреите от цял свят, заселили се в страната, расте; понастоящем около 40% от световната еврейска популация е съставена от граждани на Израел.

## Основи
За пръв път евреите заявяват желанието си за възвръщане правото им над родната земя още през време на Вавилонското робство през 597 г. пр. Хр. Това става основна политическа тема за тях след римските войни с Юдея и унищожаването на Йерусалим от Тит Флавий Веспасиан през 70 г. и последвалото изгнание. Еврейската диаспора и тези, които останали, продължили да гледат на тези територии като на „обетована земя“; няма доказателства за прекъсване на еврейското присъствие в района през последните три хилядолетия. За поколенията тази универсална тема носи подчертано религиозен характер, проповядвайки идеята, че еврейският народ ще се завърне в Цион с идването на Месията, т.е. само посредством божествена намеса. Някои предложили или се опитали да се върнат по-рано, ала те били малцинство.
Между XIII и XIX век направилите алия (от евр. „възлизане“, „възход“; имиграцията на евреите към Земята на Израел) непрестанно се повишава поради възраждането на месианството сред евреите в Испания, Франция, Италия, Немските държави, Русия и Северна Африка. Еврейската имиграция е мотивирана и от несигурността за статуса на еврейските малцинства в Европа, както и религиозните гонения. Със специален едикт през 1290 г. Едуард I, крал на Англия, прогонва евреите от страната за срок от 350 години. Този акт е последван от подобни във Франция (1391), Австрия (1421) и Испания (Алхамбрийски декрет, 1492).

### Политически ционизъм
Към средата на XIX век Израелските територии са част от Османската империя, населени предимно с мюсюлмански и християнски араби, а също и с евреи, гърци, друзи, бедуини и други малцинства. В добавка към тези традиционно религиозни еврейски общности, известни като яшув, през втората половина на XIX век се присъединяват имигранти, предимно леви социалисти, целящи възстановяването на земята чрез работа върху нея.
Миквех Исраел е селище, основано през 1870 г. от Световния еврейски съюз, последвано от Петах Тиква (1878 г.), Ришон ЛеЦион (1882 г.) и други общества на преселници земеделци, основани от членове на Билу и Ховевей Цион.
През 1897 г. на Първия ционистки конгрес в Базел, свикан от Теодор Херцел, е обявено решението за „установяване на дом за еврейския народ в Ерец-Исраел, осигурено със закон.“
Декларацията Балфур от 1917 г. уведомява ционистката организация, че правителството „гледа доброжелателно на установяването в Палестина на национален дом на еврейския народ“ и че е разбираемо, „че не трябва да се прави нищо във вреда на гражданските или религиозни права на съществуващите не-еврейски общности в Палестина.“ Декларацията е смятана за първата политическа победа на ционистите. През това време в Палестина текат ожесточени сражения. През 1917 г. в състава на британските сили е създаден еврейски легион под командването на генерал Аленби. В легиона е и Давид Грин – бъдещият пръв министър-председател на Израел. Войските на Аленби разбиват турците през 1918 г. Подкрепена от редица други страни, Декларацията Балфур добива особена важност след Първата световна война, когато Лигата на нациите дава на Обединено кралство мандат за управление на Палестина. Английският, арабският и иврит са обявени за официални езици. Текстът от Декларацията Балфур, отнасящ се до Националния дом на еврейския народ, е включен в текста на английския мандат.
На базата на тези промени еврейската имиграция към Палестина бавно нараства през 20-те години на XX век, за да се увеличи значително през 30-те вследствие на политическите промени в Европа и узряването на нацисткия режим в Германия. Засилва се недоволството към този процес от страна на арабските лидери и като следствие зачестяват нападенията над еврейски селища. Английските окупационни власти не оказват съдействие на еврейските заселници, като дори забраняват заселването и купуването на земи от евреи към 1939 г. След края на Втората световна война тези усилия на британците са преодолени вследствие на международната подкрепа след Холокоста.